# Kaneye
Kaneye is een gemeente (commune) in de regio Timboektoe in Mali. De gemeente telt 2300 inwoners (2009).